# Zomerdijk (Medemblik)
Zomerdijk is een buurtschap in de gemeente Medemblik, in de Nederlandse provincie Noord-Holland. Zomerdijk is ook een dijk waaraan en waarop de buurtschap is gelegen, in de gemeente Medemblik en in de gemeente Opmeer.
Die Zomerdijk is een dijk die ligt tussen Hoorn/Wognum en Zandwerven. De dijk bestaat uit meerdere delen die in elkaar overlopen. Bij Hoorn en Wognum liggen de Kleine Zomerdijk, Zomerdijk en de Grote Zomerdijk. Dit gedeelte wordt ook bij de buurtschap gerekend. Bij de Noordermeer gaat de Grote Zomerdijk over in de Zomerdijk die naar Zandwerven loopt onder het dorp Wadway en de stad Opmeer en Spanbroek. Dit gedeelte valt onder de gemeente Opmeer en wordt meestal niet gerekend tot de buurtschap.
Vroeger, tot in het begin van de twintigste eeuw was dit anders, toen werd de hele dijk tot de buurtschap gerekend en was het verdeeld over meerdere gemeenten. En voor het ontstaan van de gemeenten was er een tijd dat de stad Opmeer en Spanbroek formeel verantwoordelijk was, maar later kreeg de stede Wognum een deel als grondgebied. Hieruit is ook de huidige plaatsaanduiding gekomen. De huidige buurtschap valt formeel nog altijd onder het dorp Wognum. Het behoorde dan ook tot de gemeente Wognum, die zelf per 1 januari 2007 opging in de fusiegemeente Medemblik.
Aan de Zomerdijk in het buitengebied van Spanbroek staat De Westerveer, een poldermolen uit 1873 die het poldergebied bemaalt.
Stad: Medemblik

Dorpen: Abbekerk · Andijk · Benningbroek · Hauwert · Lambertschaag · Midwoud · Nibbixwoud · Onderdijk · Oostwoud · Opperdoes · Sijbekarspel · Twisk · Wadway (deels) · Wervershoof · Wognum · Zwaagdijk (Zwaagdijk-Oost en Zwaagdijk-West)

Buurtschappen: Bangert · Bennemeer · Broerdijk · De Buurt · Het Hoogeland · Kerkbuurt · Koppershorn · Lekermeer · Munnikij · 't Slot · Veldhuis · Het Westeinde · Wijzend · Zomerdijk

Noord-Holland: Steden en dorpen in Noord-Holland      Nederland: Provincies · Gemeenten